# Wu Shaobin
Wu Shaobin (chinesisch 吴少彬, Pinyin Wú Shàobīn; * 4. Februar 1969 in Anyang) ist ein chinesischer Schachspieler, der seit 1999 für den Schachverband von Singapur spielt.
Die singapurische Meisterschaft konnte er zweimal gewinnen: 2003 und 2005. Er spielte für China und Singapur bei vier Schacholympiaden: 1994 (für China) sowie 2000 bis 2004 Singapur. Außerdem nahm er zweimal an den asiatischen Mannschaftsmeisterschaften (1991 für China und 2009 für Singapur) teil.
Mit der Mannschaft Beijing Patriots wurde er 2005 chinesischer Mannschaftsmeister.
Im Jahr 1991 wurde er Internationaler Meister, seit 1998 trägt er den Titel Großmeister. Seine bisher höchste Elo-Zahl war 2545 im Januar 2003.
| Hier fehlt eine Grafik, die leider im Moment aus technischen Gründen nicht angezeigt werden kann. Wir arbeiten daran! |